# Filip Kuzmanovski
Filip Kuzmanovski (makedonsk: Филип Кузмановски) (født 3. juli 1996) er en makedonsk håndboldspiller, der spiller for TSV Hannover-Burgdorf og det makedonske landshold.
Han deltog ved verdensmesterskabet i håndbold for mænd i 2019.